# Crofter

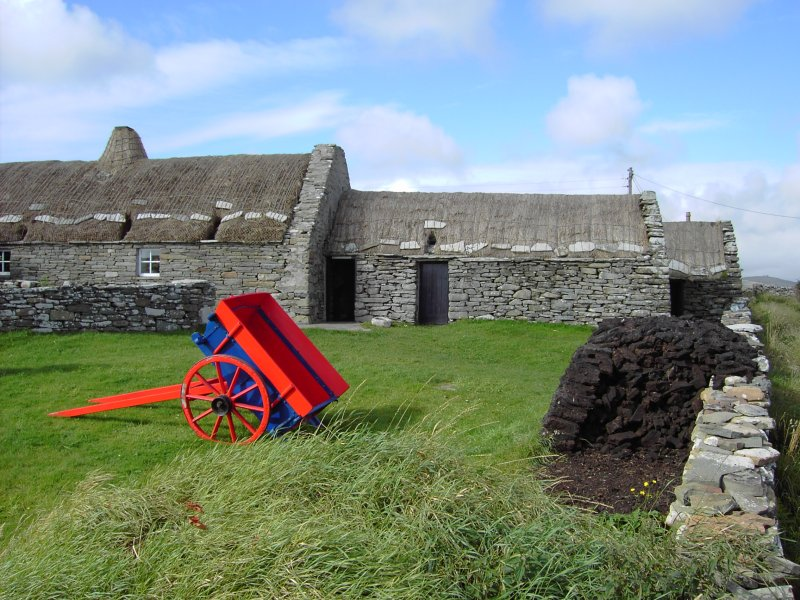
Das Shetland Crofthouse Museum

Crofter  (schottisch-gälisch: croitear) stellen eine Besonderheit der schottischen Landwirtschaft dar, die besonders im Nordwesten Schottlands und auf den Hebriden verbreitet ist. Crofter sind Landwirte, die gepachtetes Land bearbeiten, das unter den Crofters’ Holdings (Scotland) Act 1886 fällt.

## Geschichte
Obwohl erste Pachtverhältnisse ab 1718 erwähnt wurden, wird erst um circa 1800 von Crofting gesprochen. Vorher wurde das Land in und um die Ortschaften herum gemeinsam von allen Einwohnern  bewirtschaftet. Durch die Highland Clearances wurde die Bevölkerung jedoch aus ihren Ortschaften vertrieben und in unwirtlichen Gegenden der Güter angesiedelt. Dort bekam jeder Crofter ein Stück Land zur Bearbeitung zugeteilt, das jedoch zu klein war, um den Lebensunterhalt zu sichern. Somit waren sie gezwungen, durch Fischen oder Ernten von Kelp und andere Gelegenheitsarbeiten, zum Beispiel im Straßenbau, ein Zusatzeinkommen zum Überleben zu verdienen.
Bis 1886 hatten die Crofter keinerlei Rechte an ihrem Land, sie konnten jederzeit vertrieben werden. Aufgrund des traditionellen Clansystems lag es nicht in ihrer Natur, sich gegen die Umsiedlungen aufzulehnen. Erst durch die Home-Rule-Bewegung in Irland, deren Gedankengut von Fischern der Äußeren Hebriden nach Schottland gebracht wurden, kam es zu ersten Streiks. 1874 weigerten sich drei Crofter auf Berneray ihr Land zu verlassen, sie wurden ins Gefängnis gebracht, später aber freigesprochen. 1881 kam es zu ersten Pachtstreiks in Glendale und Brae auf Skye, bei denen die Crofter sich weigerten, ihre Pacht zu bezahlen, bis sie ihr Weideland am Beinn Lì zurückerhielten.
Durch das Magazin The Highlander (1871–1881) von John Murdoch wurde die Problematik der Landbesitzfrage immer wieder aufgegriffen und Neuigkeiten über die Situation der Crofter verbreitet. Die bessere Verbreitung von Nachrichten führte zur Unterstützung der Crofter, besonders gefördert durch die Gründung der Highland Land Law Reform Association 1883 in London, deren Mitgliederzahl schnell anstieg; 1884 hatten sie rund 15.000 Mitglieder. Parallel dazu erhielten die Crofter die Wahlberechtigung durch die Reform Acts 1882/83. Mit Hilfe der Highland Land Law Reform Association wurde die Crofters Party gegründet, die 1885 mit fünf Abgeordneten im Parlament vertreten war.
Da die Regierung ein Übergreifen der irischen Home-Rule-Bewegung auf Schottland befürchtete, wurde eine Kommission unter der Führung von Lord Napier gebildet, die 1883 durch Interviews in den Highlands die Situation der Crofter untersuchte und 1884 ihren Bericht vorlegte.
Unter William Ewart Gladstone wurde der Crofters’ Holdings (Scotland) Act 1886 verabschiedet, der zum ersten Mal die Rechte der Crofter an ihrem Land und ihr Pachtverhältnis anerkannte. Darin wurde festgelegt, dass die Höhe der Pacht angemessen sein muss und durch die unabhängige Crofting Commission überprüft und neu festgelegt werden kann. Der Betrieb konnte nun innerhalb der Familie weitergegeben werden und bei Umsiedlungen muss voller Ausgleich für alle Verbesserungen, die der Crofter durchgeführt hat, gezahlt werden. Der Crofters Act gilt in den folgenden traditionellen Grafschaften  Schottlands: Shetland, Orkney, Caithness, Cromartyshire, Sutherland, Ross-shire, Inverness-shire und Argyll.
Der Crofting Act 1886 ermutigte die Crofter, Verbesserungen auf ihren Crofts vorzunehmen. Innerhalb der nächsten 20 Jahre wurden rund 40 % der Black Houses durch feste Häuser ersetzt. In den darauffolgenden Jahrzehnten wurden verschiedene Förderungen durch das Congested District Board (1897), dem Board of Agriculture (1912–1925) und dem Department of Agriculture (1928–1935) für die Crofter durchgeführt. Unter anderem wurden Darlehen gewährt, um Häuser zu bauen, und es wurde Land erworben, um die Crofts zu vergrößern oder es landlosen Croftern zurückzugeben.
1955 wurde die Crofters Commission zur Wahrung der Interessen der Crofter gegründet.
Der Crofters Act 1976 ermöglichte es den Croftern, ihr Land zum 15-fachen Pachtpreis zu erwerben, somit zum owner-occupier (Alleineigentümer und Alleinbewohner) zu werden; jedoch machten nur wenige davon Gebrauch, da sie daraufhin ihren Anspruch an Subventionen verloren.
Nach den community buy-outs (Übernahme des Pachtlandes in Gemeinschaftseigentum) in Assynt (1993) und Eigg (1997) wurde im Land Reform Act 2003 den Crofting-Gemeinden das Recht eingeräumt, unter bestimmten Voraussetzungen das Land auch gegen den Willen des Grundbesitzers zu erwerben und als Gemeinschaftseigentum in eigener Regie zu bewirtschaften und zu verwalten.
Im Crofting Reform (Scotland) Act 2010 wurden die Crofter und owner-occupier gesetzlich gleichgestellt sowie eine Verwaltung gebildet, die zum Teil aus Croftern selbst besteht. Des Weiteren werden alle Crofts registriert. Die Regelung, dass die Croft bewirtschaftet werden muss, wurde genauer definiert, damit Crofts, deren Pächter langfristig außerhalb, zum Teil sogar im Ausland wohnen, für den Nachwuchs frei werden.

## Gegenwart

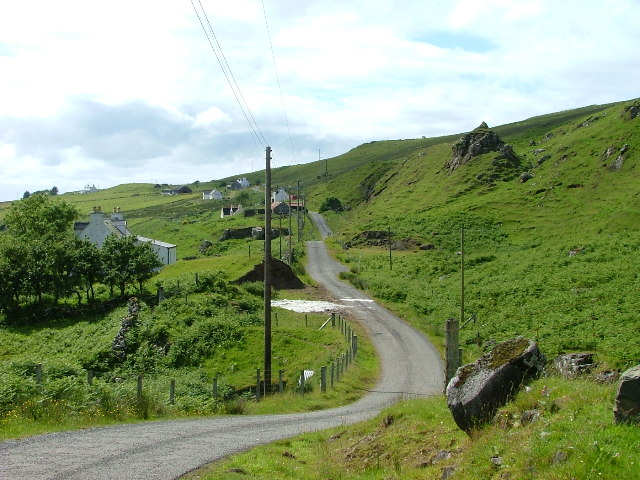
Die Crofting township Peighinn Choinnich in Glen Conon in der Nähe von Uig, Skye

Eine Croft besteht aus dem sogenannten In-by land, das an das Haus angrenzende eingezäunte Land, welches für Acker- und gelegentlich Gemüsebau benutzt wird, sowie den Common grazings, eher minderwertigem Land, das als Gemeinschaftsweide für die Rinder und Schafe der Crofting township (Ortschaft aus mehreren benachbarten Crofts) dient.
Die Größe heutiger Crofts liegt zwischen größer als 1⁄2 ha und kleiner als 50 ha, die meisten sind circa 2–5 ha groß. Laut der Crofting Commission gibt es 18.027 Crofts mit circa 10.000–12.000 Crofting-Haushalten, in denen ungefähr 33.000 Menschen leben. Davon liegen ungefähr 30 % der Haushalte auf dem Festland der Highlands und weitere 65 % auf Skye, auf den Hebriden und auf den Shetlandinseln. Meistens werden sie als Familienbetriebe geführt und erzielen bis zu 15 % des Einkommens. Ein Crofter kann auch mehrere Crofts gleichzeitig gepachtet haben.
Um 1900 hatten die Crofter einen relativ niedrigen sozialen Status, heute hat sich dies grundlegend geändert:

“Far from being a mildly embarrassing relic from the distant past crofting points the way to the diversified rural economy which is being sought on all sides”

„Weit davon entfernt, ein leicht beschämendes Relikt einer entfernten Vergangenheit zu sein, zeigt Crofting heute den Weg breit gefächerter Entwicklung des ländlichen Raumes auf, der von allen Seiten gesucht wird.“

Die Bewirtschaftung des Landes in den Crofting Counties ist durch Klima, kurze Wachstumsperioden, schlechte Böden und bergiges Gelände stark beeinträchtigt. Der größte Teil der Highlands und der Hebriden gilt nach den Richtlinien der Europäischen Union als stark benachteiligtes Gebiet (Less-Favoured Area). Jedoch gilt Crofting heute als eine an die Verhältnisse gut angepasste Nutzungsform und leistet damit gleichzeitig einen wichtigen Beitrag zum Naturschutz dieser Gegenden.